# Ron Jones (Komponist)
Ron Jones (* 7. Juli 1954 in Kansas City, Kansas) ist ein US-amerikanischer Komponist.

## Leben
Bereits während seiner Schulzeit war Ron Jones so begeistert, dass er parallel Musikkurse am Clackamas Community College nahm. Er studierte von 1976 bis 1978 an der Seattle Pacific University und erhielt seinen Bachelor in Musiktheorie und Komposition. Anschließend zog er nach Los Angeles und studierte an der Dick Grove School. Um sein Studium zu finanzieren, arbeitete er als Assistent bei Hanna-Barbera. Er konnte den damaligen leitenden Komponisten Hoyt Curtin von sich überzeugen, sodass Jones bereits vor Ende seines Abschlusses für ein Studio komponierte. Nachdem er 1979 sein Studium abgeschlossen hatte, arbeitete er weiterhin für Curtin und konnte sich ab Mitte der 1980er Jahre als Komponist für Serien wie DuckTales – Neues aus Entenhausen, Superman und Raumschiff Enterprise: Das nächste Jahrhundert etablieren. Sein Engagement für Star Trek wurde nach einem Streit mit Rick Berman gekündigt. Seine Musik wurde als „zu lebhaft“ empfunden, weswegen er durch Jay Chattaway ersetzt wurde. Jones kehrte zum Star-Trek-Franchise im Rahmen seiner Kompositionsarbeit für die Computerspiele Star Trek: Starfleet Academy und Starfleet Command zurück.
Ein Fan von Jones war Seth MacFarlane, weswegen er ihn für die Komposition einiger Folgen seiner beiden Zeichentrickserien Family Guy und American Dad engagierte.
Für sein Mitwirken an der Cartoon-Serie Cosmo und Wanda – Wenn Elfen helfen wurde Jones in den Jahren 2002 bis 2004 jeweils bei den BMI Film & TV Awards mit dem BMI Cable Award ausgezeichnet. Für seine Arbeit an Family Guy erhielt er drei Emmy-Nominierungen.

## Filmografie (Auswahl)
- 1985: Mad End (Naked Vengeance)
- 1987–1990: DuckTales – Neues aus Entenhausen (DuckTales, 100 Folgen)
- 1987: Entführt (Kidnapped)
- 1987–1991: Raumschiff Enterprise: Das nächste Jahrhundert (Star Trek: The Next Generation, 41 Folgen)
- 1988: Helden USA 2. Teil (Not Another Mistake)
- 1988: Superman (fünf Folgen)
- 1990: Real Bullets, die Kokainfabrik (Real Bullets)
- 1999–2012: Family Guy (61 Folgen)
- 2007–2009: American Dad (American Dad!, 10 Folgen)